# Roodvleugelbriljantkolibrie
De roodvleugelbriljantkolibrie (Heliodoxa branickii) is een vogel uit de familie Trochilidae (kolibries). De vogel is genoemd naar de Poolse natuuronderzoeker Konstanty Branicki.

## Verspreiding en leefgebied
Deze soort is endemisch in zuidoostelijk Peru.